# ادریس منصورزاده
ادریس منصورزاده خواننده جوان استان ایلام و شهرستان ملکشاهی است عمده شهرت وی برای خوانندگی در فضای مجازی می‌باشد او متولد سال1370در شهر ملکشاهی می باشد و متاهل است او فعالیت رسمی خود را از سال 1397اغاز کرده است آهنگ کور ملکشای،کاله بار مکه ،و لاته گانه ملکشای از او میباشد